# Maffeo (nome)
Maffeo  è un nome proprio di persona italiano maschile.

## Varianti
- Maschili: Maffio[2]
  - Ipocoristici: Feo[1][3]
- Femminili: Maffea[2], Maffia[2]
  - Ipocoristici: Fea[3]

## Origine e diffusione
È un'arcaica variante del nome Matteo, dovuta a un diverso adattamento della forma greca Ματθαίος (Mathaios) che presenta un suono - quello della lettera theta, th, privo di un preciso corrispettivo in italiano, e reso quindi con una "f" anziché con una "t"; dallo stesso processo deriva il nome Mazzeo.

## Onomastico
L'onomastico si può festeggiare lo stesso giorno del nome Matteo, cioè generalmente il 21 settembre in memoria di san Matteo, apostolo ed evangelista.

## Persone di nome Maffeo

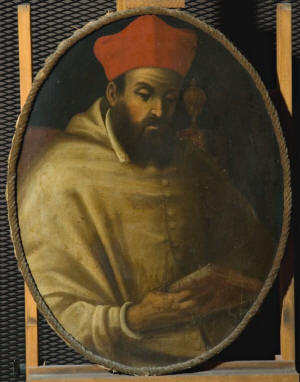
Maffeo Girardi

- Maffeo Vincenzo Barberini, divenuto papa col nome di Urbano VIII
- Maffeo Bellicini, criminale italiano naturalizzato francese
- Maffeo Contarini, patriarca cattolico italiano
- Maffeo Giovanni Ducoli, vescovo cattolico italiano
- Maffeo Nicolò Farsetti, arcivescovo cattolico italiano
- Maffeo Girardi, cardinale e patriarca cattolico italiano
- Maffeo Olivieri, scultore e intagliatore italiano
- Maffeo (o Matteo) Polo, mercante ed esploratore italiano, zio di Marco Polo
- Maffeo Pantaleoni, economista e politologo italiano
- Maffeo Vegio, umanista italiano
- Maffeo Verona, pittore italiano

### Variante Maffio
- Maffio Maffii, giornalista e scrittore italiano
- Maffio Venier, arcivescovo e poeta italiano

### Variante Feo
- Feo Belcari, poeta e drammaturgo italiano